# 河夹镇
河夹镇，是中华人民共和国湖北省十堰市郧西县下辖的一个乡镇级行政单位。

## 行政区划
河夹镇下辖以下地区：
杨家湾村、火车岭村、大坪沟村、小坪沟村、东寺村、归仙河村、箭流铺村、金姜村、狮子沟村、岩屋沟村、龙窝村、魏家垭村、青山村、黄家河村、小秋木沟村、大秋木沟村、莲花池村、石人河村、来家河村、刘家湾村、风沟村、坪沟村、黑沟村、云观村和西沟村。